# Marian Bendza
Marian Bendza (ur. 23 stycznia 1951 w Mokrem, zm. 5 maja 2018) – duchowny Polskiego Autokefalicznego Kościoła Prawosławnego, profesor nauk teologicznych, historyk Kościoła prawosławnego, były prorektor Chrześcijańskiej Akademii Teologicznej w Warszawie, kierownik Katedry Historii Kościoła Powszechnego i Autokefalicznych Kościołów Prawosławnych na tejże uczelni, były profesor nadzwyczajny Katedry Teologii Prawosławnej na Uniwersytecie Białostockim, pułkownik WP w stanie spoczynku, były kanclerz Prawosławnego Ordynariatu WP, były członek Prezydium Komitetu Nauk Teologicznych PAN.

## Życiorys

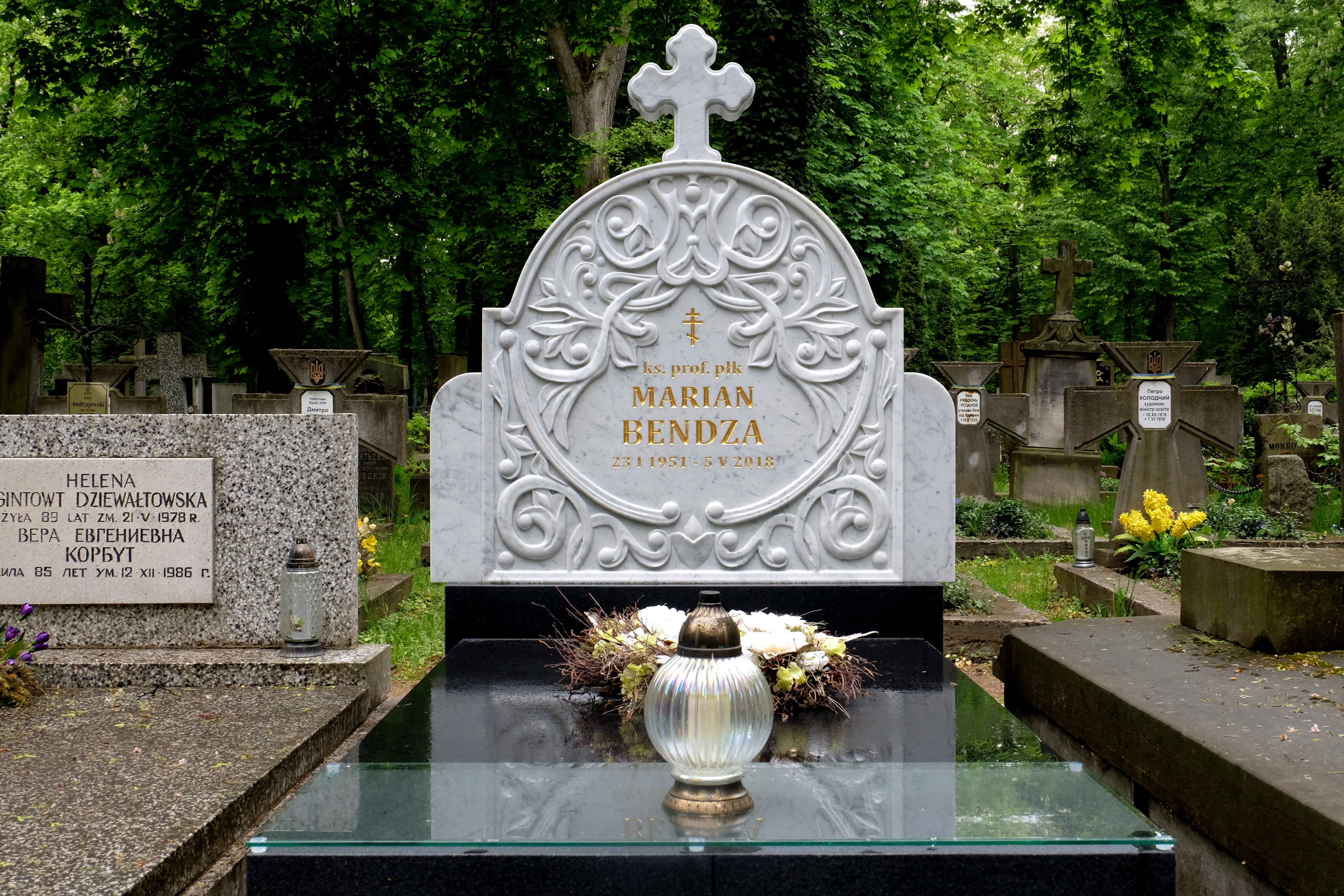
Grób ks. prof. Mariana Bendzy na Cmentarzu prawosławnym na Woli w Warszawie

Absolwent Prawosławnego Seminarium Duchownego w Warszawie (1969) i Chrześcijańskiej Akademii Teologicznej w Warszawie (ChAT) (1974). Ukończył też studia teologiczne na Uniwersytecie w Erlangen i na Uniwersytecie w Bernie. W 1980 uzyskał w ChAT stopień doktorski na podstawie pracy Prawosławna diecezja przemyska w latach 1596–1681. Studium prawno-kanoniczne. Następnie otrzymał stopień doktora habilitowanego na podstawie dorobku naukowego oraz rozprawy pt. Tendencje unijne względem Cerkwi prawosławnej w Rzeczypospolitej w latach 1674–1686. Od początku związany z rodzimą uczelnią, w 1991 został profesorem nadzwyczajnym ChAT. W 2007 uzyskał tytuł naukowy profesora nauk teologicznych. Dwukrotnie prorektor Chrześcijańskiej Akademii Teologicznej.
Pod jego kierunkiem stopień naukowy doktora uzyskał m.in. Jerzy Giba (2007).
W 1994 z rąk arcybiskupa białostockiego i gdańskiego Sawy przyjął święcenia duchowne (11 czerwca diakońskie i następnego dnia kapłańskie). Początkowo sekretarz, następnie kanclerz Prawosławnego Ordynariatu WP.
Laureat Nagrody im. Księcia Konstantego Ostrogskiego za rok 2008.
W 2014 Senat ChAT nadał mu Medal za Zasługi dla Chrześcijańskiej Akademii Teologicznej w Warszawie.
Zmarł w 2018 Pochowany na cmentarzu prawosławnym na Woli w Warszawie.

## Wybrana bibliografia autorska
- Prawosławna diecezja przemyska w latach 1596–1681. Studium historyczno-kanoniczne, Chrześcijańska Akademia Teologiczna w Warszawie, Warszawa 1982
- Starożytne patriarchaty prawosławne, Wydawnictwo Uniwersytetu w Białymstoku, Białystok 2005 (wspólnie z ks. Anatolem Szymaniukiem)
- Droga Kościoła prawosławnego w Polsce do autokefalii, Wydawnictwo Uniwersytetu w Białymstoku, Białystok 2006
- Historia Kościoła prawosławnego Grecji, Wydawnictwo Naukowe ChAT, Warszawa 2017 ISBN 978-83-60273-39-5